# Abborrskäret
För andra betydelser, se Abborrskär.
Abborrskäret är en ö i Finland. Den ligger i Skärgårdshavet och i kommunen Kimitoön i den ekonomiska regionen  Åboland i landskapet Egentliga Finland, i den sydvästra delen av landet. Ön ligger omkring 69 kilometer söder om Åbo och omkring 150 kilometer väster om Helsingfors. Abborrskäret ligger 8 meter över havet.
Öns area är 5,6 hektar och dess största längd är 410 meter i sydöst-nordvästlig riktning.
På ön finns lite skog och några fritidshus.